# Правоприлагане
Правоприлагането е процес на трансформацията на правните предписания от нормативните актове в поведението на правните субекти. Реализацията на правото при правоприлагането се изразява в следните форми – съблюдаване, използване и изпълнение.
Правоприлагането е властническа дейност на публични органи (държавни, общински) по изпълнението на правните предписания на нормативните актове. Реализация на правото имаме когато е налице изпълнение от невластнически правни субекти на волята на законодателя, изразяваща се в правоприложен акт.
Съдебната власт правоприлага, правораздавайки задължително по специално предвиден от позитивното право процесуален ред.
Органите на изпълнителната власт правоприлагат, спазвайки предвидения от закона процесуален ред при осъществяването на разни административни, данъчни, митнически и други институционални производства по компетентност. В този смисъл, в сравнителноправен аспект, се прави разграничение в правоприлагането между съдебна и изпълнителна власт на подсъдност и подведомственост.